# George Ewart Bean
George Ewart Bean (* 1903; † 7. Dezember 1977) war ein englischer Klassischer Philologe und Epigraphiker. 

## Leben und Wirken
Bean war der Sohn des Botanikers William Jackson Bean. Er besuchte die St Paul’s School in London und studierte dann Altertumswissenschaften am Pembroke College der University of Cambridge, wo er 1923 seinen Abschluss machte. Sofort im Anschluss daran betraute man ihn an St Paul’s mit einem Lehrauftrag; Schwerpunkt war hier das antike Griechenland.
Als ausgewiesener Fachmann dieser Gegend organisierte er im Rahmen einer Sommerakademie seiner Universität mehrmals Reisen in die türkische Ägäis. 1943 ging er für das British Council als Dozent für englische Sprache nach Izmir. Parallel zu dieser Arbeit begann Bean in dieser Zeit auch mit kleinen Feldforschungen in dieser Gegend. Seit 1946 lehrte er Klassische Philologie und Alte Geschichte an der Universität Istanbul; 1971 wurde er pensioniert.
Zwischen 1943 und 1971 bereiste Bean – allein und mit Kollegen – immer wieder die verschiedenen Gegenden der Türkei. Die Zusammenarbeit mit seinem Freund und Kollegen, dem Epigraphiker Terence Mitford (1905–1978), manifestierte sich in den Büchern Journeys in Rough Cilicia.
Durch seine Fachkenntnisse wurde der Verleger Ernest Benn auf Bean aufmerksam und überredete ihn zu einer Reihe von „archäologischen Führern“. Die so entstandenen vier Bände gelten als das Opus magnum Beans. Außer zahlreichen weiteren Schriften und Beiträgen verfasste er einen erheblichen Teil der Artikel über in der heutigen Türkei gelegene klassische Stätten der Antike in der von Richard Stillwell et al. herausgegebenen Princeton Encyclopedia of Classical Sites.
Bean war als Fachmann für die antike Türkei von Kollegen wie auch von seinen Studenten hoch geschätzt. Er war sportlich und spielte leidenschaftlich Badminton und Tennis. In seiner Jugend schaffte er es sogar bis in die Wimbledon Championships. 
Bean war zweimal verheiratet: Seine erste Ehe dauerte sechs Jahre und wurde geschieden. Seine zweite Ehefrau lernte er im Schuldienst in der Türkei kennen und heiratete sie in Istanbul.

## Schriften (Auswahl)
- mit Peter M. Fraser: The Rhodian Peraea and islands. Oxford University Press, Oxford 1954.
- mit William Moir Calder: A classical map of Asia Minor. Being a partial revision ... of J. G. C. Anderson’s Map of Asia Minor. British Institute of Archaeology at Ankara, London 1958.
- Side kitabeleri = The inscriptions of Side. Türk Tarih Kurumu Basımevi, Ankara 1965.
- mit Terence B. Mitford: Journeys in Rough Cilicia in 1962 and 1963 (= Denkschriften der Österreichische Akademie der Wissenschaften. Philosophisch-historische Klasse, Bd. 85). Böhlau, Graz/Wien/Köln 1965.
- Aegean Turkey. An archaeological guide. Benn, London 1966.
- Turkey’s southern shore. An archaeological guide. Benn, London 1968.
- mit Terence B. Mitford: Journeys in Rough Cilicia 1964–1968 (= Denkschriften der Österreichische Akademie der Wissenschaften. Philosophisch-historische Klasse, Bd. 102; = Ergänzungsbände zu den Tituli Asiae Minoris. Bd. 3). Böhlau, Graz/Wien/Köln 1970.
- Journeys in Northern Lycia 1965–1967 (= Denkschriften der Österreichische Akademie der Wissenschaften. Philosophisch-historische Klasse, Bd. 104). Böhlau, Graz/Wien, Köln 1971.
- Turkey beyond the Maeander. An archaeological guide. Benn, London 1971.
- Lycean Turkey. An archaeological guide. Benn, London 1978.